# Anne Carrière
 (octobre 2023).
Si vous disposez d'ouvrages ou d'articles de référence ou si vous connaissez des sites web de qualité traitant du thème abordé ici, merci de compléter l'article en donnant les références utiles à sa vérifiabilité et en les liant à la section « Notes et références ».
Ne doit pas être confondu avec Anne-Marie Carrière.
Pour les articles homonymes, voir Carrière.
Anne Carrière, née le 20 août 1944  à Marseille (Bouches-du-Rhône), est une éditrice et femme de lettres française, fondatrice en 1993 avec son mari Alain Carrière des éditions qui portent son nom.

## Biographie
Anne Carrière, fille de l'éditeur Robert Laffont et sœur de l'animateur Patrice Laffont, est née le 20 août 1944. Après une scolarité secondaire à Marseille, elle fait des études supérieures à la faculté des lettres et sciences humaines de Paris (Sorbonne) avant d'entrer au service de presse du groupe familial (1975-1991). Elle crée sa propre maison en 1993.
Outre l'écriture et l'édition de livres (avec des auteurs comme Paulo Coelho, Laurent Gounelle, Robert Goolrick ou Yannick Grannec, mais aussi Patrick Graham ou Françoise Xenakis), elle produit des jeux vidéo dans le cadre de sa société Anne Carrière Multimédia (de 1996 à 2003).
Elle est la mère de Stephen Carrière, écrivain et éditeur.

## Œuvres
- L'Air de rien, Julliard, 1989  (ISBN 978-2-260-00610-7)
- Une chance infinie, La Table ronde, 2001  (ISBN 978-2-7103-2403-4)
- Un rêve en plus, Bernard de Fallois, 2010  (ISBN 978-2-87706-711-9)